# Acanalonia bivittata
Acanalonia bivittata är en insektsart som först beskrevs av Thomas Say 1825.  Acanalonia bivittata ingår i släktet Acanalonia och familjen Acanaloniidae. Inga underarter finns listade i Catalogue of Life.